# Virgo (interféromètre)
Vous lisez un « article de qualité » labellisé en 2025.
Pour les articles homonymes, voir Virgo.
Pour un article plus général, voir Détection interférométrique terrestre d'ondes gravitationnelles.
Virgo est un instrument scientifique de grande taille situé près de Pise en Italie, conçu pour la détection d'ondes gravitationnelles. Il s'articule autour d'un interféromètre de Michelson, qui est capable de détecter dans ses bras de 3 km de minuscules variations de longueur induites par les passages d'ondes gravitationnelles. La précision requise est atteinte grâce à de nombreux systèmes qui l'isolent du monde extérieur, dont l'ultravide contenant ses miroirs et instruments ainsi que des systèmes de suspension complexes.
Entre ses observations périodiques, le détecteur est amélioré afin d'augmenter sa sensibilité. Ces périodes d'observation sont réalisées en collaboration avec des détecteurs similaires, dont les deux détecteurs américains LIGO (situés à Hanford et Livingston) et l'interféromètre japonais KAGRA (dans l'observatoire de Kamioka). Cette collaboration est cruciale pour la détection d'ondes gravitationnelles et la localisation de leurs origines.
Virgo a été conçu et construit à une époque où l'existence des ondes gravitationnelles était prévue comme une conséquence de la relativité générale. Le projet, nommé d'après l'amas de la Vierge (Virgo en latin) est approuvé en 1992 et sa construction achevée en 2003. Après plusieurs années sans détection, Virgo est arrêté en 2011 afin de réaliser les améliorations du projet Advanced Virgo. En 2015 a lieu la première observation directe d'ondes gravitationnelles par les deux détecteurs LIGO, alors que Virgo est encore en cours d'amélioration. Virgo reprend les observations début août 2017, réalisant sa première détection le 14 août (avec les détecteurs LIGO), suivie trois jours après de l'évènement GW170817, qui reste en 2025 le seul à avoir également été détecté par des méthodes d’observation classiques (optique, rayons gamma, rayons X, ondes radios).
Virgo est hébergé par l'Observatoire gravitationnel européen (EGO), un consortium fondé par le Centre national de la recherche scientifique (CNRS) et l'Istituto nazionale di fisica nucleare (INFN). La collaboration Virgo, regroupant 940 membres dans 20 pays, s'occupe de son opération et de sa stratégie d'observation et d'amélioration. Les collaborations LIGO et Virgo partagent leurs données depuis 2007, rejointes par KAGRA en 2019, formant la collaboration LIGO-Virgo-KAGRA (LVK).

## Organisation
Le détecteur Virgo est hébergé par l'Observatoire gravitationnel européen (EGO), un consortium créé en décembre 2000 par le CNRS français et l'INFN italien. Ces deux organismes ont été par la suite rejoints par le Nikhef néerlandais, d'abord en tant qu'observateur en 2007 puis membre à part entière en 2021, et par les deux fondations belges FWO (en) (Flandre) et FNRS (Wallonie) en 2025. Des institutions espagnoles et polonaises ont également rejoint le consortium en tant qu'observateurs en 2023. EGO est responsable du site de Virgo et assure la mise en service, la maintenance, l'opération et les améliorations du détecteur. Par métonymie, le site du détecteur est parfois lui-même appelé EGO, et le consortium y a ses quartiers généraux. Un des buts d'EGO est également de promouvoir la recherche sur la gravitation en Europe. Le budget d'EGO fluctue autour de 11 millions d'euros par an, employant autour de 60 personnes.
La collaboration Virgo rassemble tous les chercheurs travaillant sur les divers aspects du détecteur. En décembre 2024, elle comporte aux alentours de 940 membres, répartis dans 165 institutions et 21 pays. Ce sont la France, l'Italie, les Pays-Bas, la Pologne, l'Espagne, la Belgique, l'Allemagne, la Hongrie, le Portugal, la Grèce, la Tchéquie, le Danemark, l'Irlande, Monaco, la Suisse, le Brésil, le Burkina Faso, la Chine, Israël, le Japon et la Corée du Sud.

Pays européen contribuant à EGO et à la collaboration Virgo
Pays européen contribuant à la collaboration Virgo

La collaboration Virgo fait partie de la collaboration plus large LIGO-Virgo-KAGRA (LVK), qui regroupe en plus les membres des autres grands détecteurs d'ondes gravitationnelles, principalement afin d'organiser l'analyse jointe des données, qui est cruciale pour la détection d'ondes gravitationnelles. La collaboration LVK s'est formée en 2007 en tant que collaboration LIGO-Virgo, et s'est étendue en 2019 avec l'arrivée de KAGRA.
En France, un grand nombre de laboratoires sont impliqués dans la collaboration Virgo ; de nombreux ont rejoint la collaboration à la suite des premières observations. Six (tous en cotutelle du CNRS, au sein de l'IN2P3) étaient membres de la collaboration Virgo lors de la première détection en 2015 :
- le laboratoire AstroParticule et Cosmologie (APC), situé sur le campus de l'université Paris-Diderot. Formée en 2008, cette équipe a travaillé sur la réalisation des télescopes d'adaptation de faisceau, ainsi que la recherche d'évènements[14] ;
- le laboratoire ARTEMIS de l'observatoire de la Côte d'Azur (OCA) à Nice. Créé en 1999, le groupe est responsable du système d'injection du laser, de développements théoriques sur les interféromètres et sur le développement des logiciels de contrôle. Il abrite également de nombreuses activités d'analyse de données, incluant des recherches de fond stochastiques ou d'évènements non-modélisés, sur les évènements multi-messagers ou sur les populations de sources astrophysiques[15],[16] ;
- le Laboratoire d'Annecy-le-Vieux de physique des particules (LAPP), situé sur le campus d'Annecy-le-Vieux de l'université Savoie-Mont-Blanc. Impliqué dès 1990, il a conçu et fabriqué les enceintes à vide accueillant les miroirs, travaillé sur les dispositifs de contrôle de l'interféromètre, et accueille une activité d'analyse de données, notamment sur la reconstruction du signal et sur la détection d'évènements[17] ;
- le Laboratoire de l'accélérateur linéaire (LAL), situé sur le campus d'Orsay de l'Université Paris-Sud. Aujourd'hui regroupé au sein de l'IJCLab, il fait partie des membres fondateurs de la collaboration, accueillant de nombreuses activités d'analyse de données allant de la caractérisation du détecteur à l'astronomie multi-messager, en passant par la détection de différents types d'évènements. Il est également impliqué dans l'utilisation des états comprimés, abritant la plateforme de test CALVA[18] ;
- le laboratoire des matériaux avancés (LMA), situé sur le campus de l'université Claude-Bernard-Lyon-I. Il est en particulier responsable de la fabrication des miroirs et autres grandes optiques de l'interféromètre[19] ;
- le laboratoire Kastler Brossel (LKB) de l'École Normale Supérieure. Le laboratoire est impliqué dans la réalisation du dispositif d'états comprimés, ainsi que sur le contrôle du bruit de pression de radiation[20].

## Objectifs scientifiques

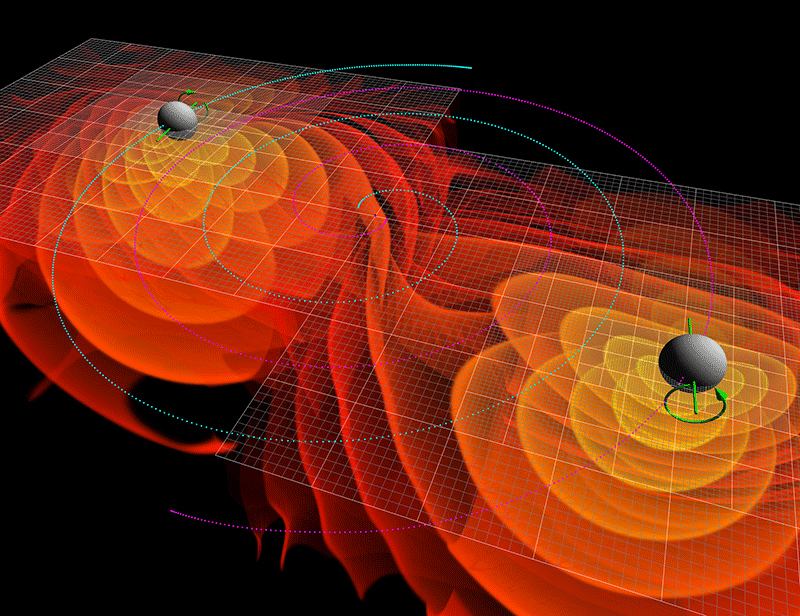
Simulation numérique de l'émission d'ondes gravitationnelles par un trou noir binaire.

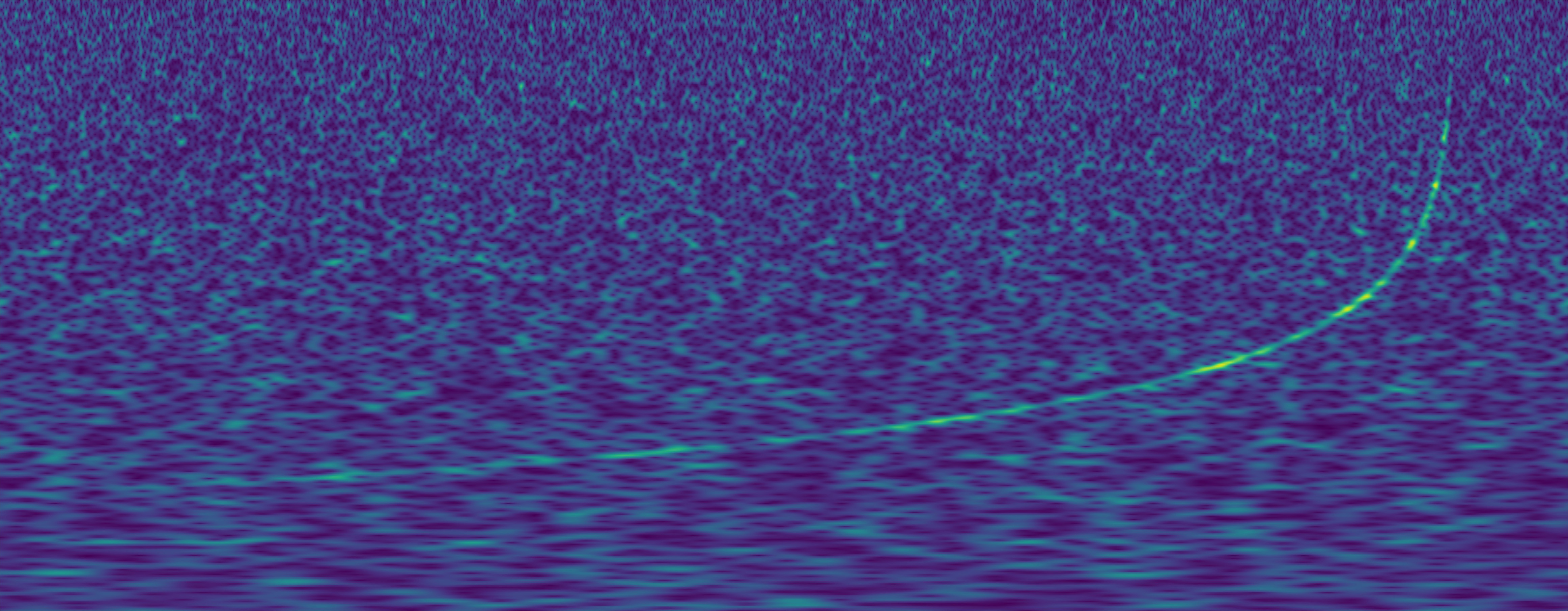
Exemple typique de « chirp » (« gazouillis »), issu du signal GW170817. L'axe horizontal représente le temps et l'axe vertical la fréquence ; la façon dont la fréquence du signal augmente avec le temps est caractéristique d'une fusion d'étoiles binaires compactes, et la forme exacte du signal est déterminée par les masses des objets.

Virgo est conçu pour la recherche d'ondes gravitationnelles émises par des sources astrophysiques à travers l'Univers, qui peuvent être classées en trois grandes familles :
- les sources transientes, qui correspondent aux objets détectables uniquement sur une courte durée. Les principales sources de cette catégorie sont les coalescences de binaires compactes (CBC), correspondant à des systèmes binaires de trous noirs (ou d'étoiles à neutrons) qui fusionnent, émettant un signal augmentant rapidement avec le rapprochement des deux objets et devenant détectables durant les derniers instants du processus. Les autres sources possibles d'ondes gravitationnelles de courte durée sont les supernovas, les instabilités dans des systèmes compacts, ou des sources plus exotiques comme les cordes cosmiques ;
- les sources continues, qui émettent un signal observable sur de longues durées. Les principaux candidats sont les étoiles à neutrons en rotation rapide (pulsars), qui pourraient émettre des ondes gravitationnelles si elles ne sont pas parfaitement sphériques (par exemple si elles présentent de minuscules « montagnes » à leur surface) ;
- un fond stochastique d'ondes gravitationnelles, qui est un type de signal généralement continu dont l'origine est étalée sur de larges régions du ciel plutôt qu'une source précise. Il pourrait être composé des signaux cumulés d'un grand nombre de sources individuelles des catégories ci-dessus, ou provenir des premiers instants de l'Univers.

La détection de ces sources par des ondes gravitationnelles fournit un nouveau moyen de les observer, apportant souvent des informations différentes des moyens plus classiques comme les télescopes, et permet de sonder les propriétés fondamentales de la gravité, comme la polarisation des ondes gravitationnelles, l'effet de lentille gravitationnelle ou plus généralement à quel point les signaux observés sont correctement décrits par la relativité générale. Elle fournit également un moyen de mesurer des paramètres cosmologiques comme la constante de Hubble.

## Histoire
Le projet Virgo a été approuvé en 1992 par le CNRS français et en 1993 par l'INFN italien. Les deux organismes signent un accord le 27 juin 1994 pour la construction du détecteur. Celle-ci débute en 1996 sur le site de Cascina près de Pise en Italie, et s'est achevée en 2003. Après plusieurs périodes de prise de données sans observer d'ondes gravitationnelles, l'interféromètre est mis hors service en 2011 afin de permettre une amélioration significative de sa sensibilité, à travers le projet Advanced Virgo. Il a repris les observations en 2017, réalisant rapidement ses premières détections aux côtés de LIGO.

### Conception
Bien que le concept d'ondes gravitationnelles ait été présenté par Einstein dès 1916, des projets sérieux pour les détecter ne sont apparus qu'à la fin des années 1960. Les premiers, aujourd'hui connus sous le nom de barres de Weber (d'après leur inventeur Joseph Weber), ont connu une certaine popularité mais n'ont jamais permis de réaliser une véritable détection. En revanche, ces premiers essais ont permis la formation de nombreux groupes dédiés aux ondes gravitationnelles.
L'idée d'un grand détecteur interférométrique a commencé à gagner en crédibilité au début des années 1980 et, en 1985, le projet Virgo est formulé par le chercheur italien Adalberto Giazotto et le Français Alain Brillet à la suite de leur rencontre à Rome. Une des idées clés qui sépare Virgo d'autres projets similaires est l'objectif d'observer des basses fréquences (autour de 10 Hz), là où la plupart visent les hautes fréquences (500 Hz). De nombreux chercheurs considèrent cet objectif comme inatteignable, et seules la France et l'Italie s'engagent dans le projet, qui est présenté pour la première fois en 1987. Après l'approbation du CNRS et de l'INFN quelques années plus tard, la construction de l'interféromètre commence en 1996, avec pour objectif de commencer les observations autour de l'an 2000.
Le premier but de Virgo est alors la détection directe des ondes gravitationnelles. L'étude du pulsar binaire 1913+16 sur plus de 30 ans a déjà conduit à une preuve indirecte de leur existence, menant au prix Nobel de physique pour ses découvreurs en 1993. En effet, la diminution de la période orbitale de ce système binaire est cohérente avec l'hypothèse que le système perd de l'énergie par l'émission d'ondes gravitationnelles. Le nom du projet se réfère à l'amas de la Vierge (Virgo signifiant « Vierge » en latin), un des amas de galaxies les plus proches ; il fait écho à la volonté du projet d'atteindre une sensibilité suffisante pour détecter des ondes gravitationnelles émises dans d'autres galaxies,.

### Détecteur Virgo initial
Durant les années 2000, la construction du détecteur s'est achevée, et les premières périodes d'observation ont été réalisées. L'instrument a atteint la sensibilité prévue, permettant de valider les choix techniques de Virgo et d'établir les grands interféromètres comme une technique prometteuse pour la détection d'ondes gravitationnelles dans une large bande de fréquence,. Cette phase est généralement nommée « Virgo initial », ou « Virgo original »,.
La construction du détecteur Virgo initial s'est achevée en juin 2003 et plusieurs séries de prise de données, dont certaines en coïncidence avec les détecteurs LIGO, ont eu lieu entre 2007 et 2011,. Le détecteur est éteint pendant quelques mois en 2010, afin de permettre le remplacement des suspensions des miroirs par de la fibre de verre au lieu de l'acier, permettant de réduire le bruit thermique.
Cependant, le détecteur initial se révèle trop peu sensible pour détecter des ondes gravitationnelles. Après plusieurs mois d'observation avec les nouvelles suspensions, atteignant une sensibilité de 12 Mpc, il est mis hors-service en septembre 2011 pour permettre l'installation d'Advanced Virgo.

### Détecteur Advanced Virgo

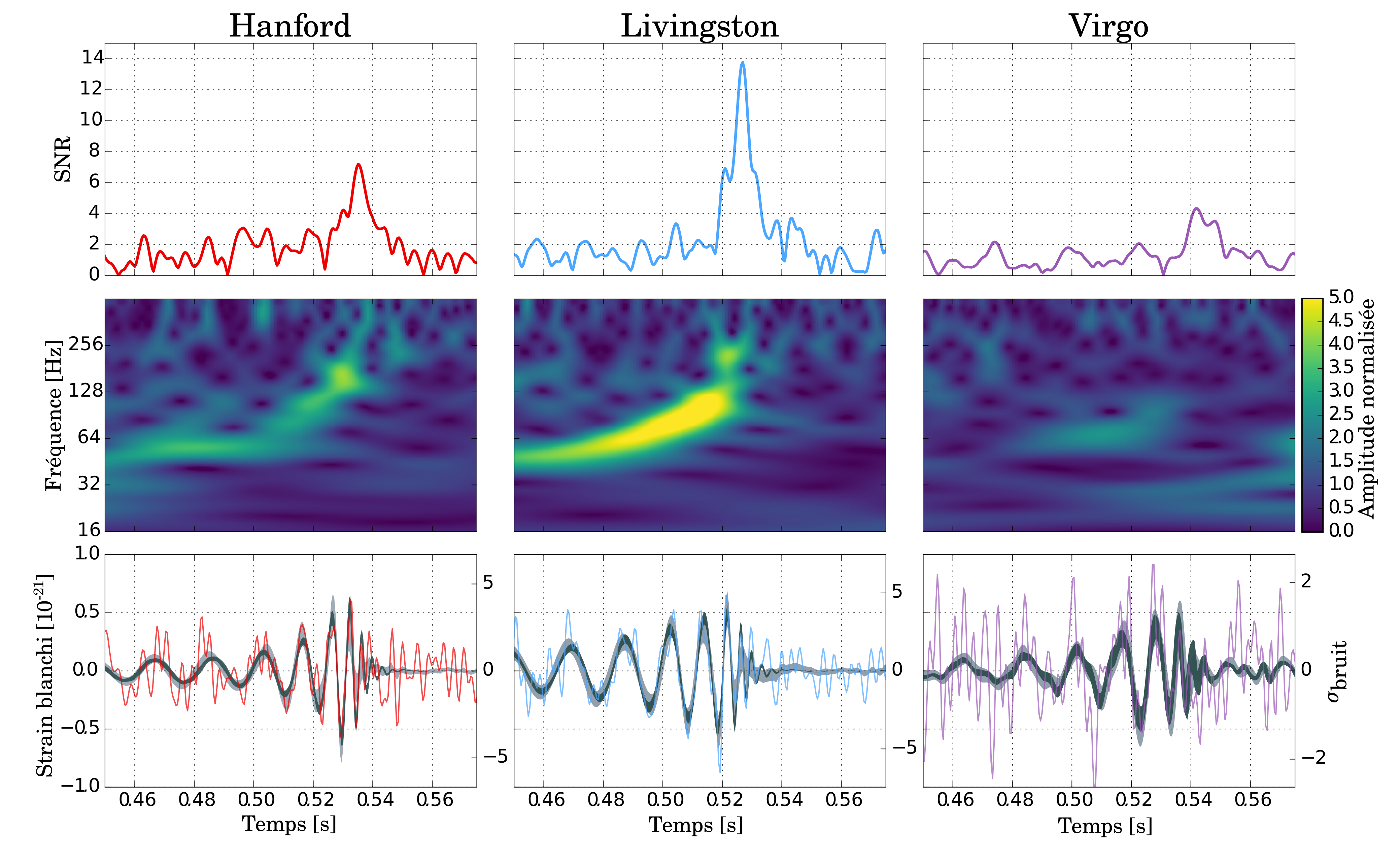
Premier évènement observé par Virgo, le 14 août 2017 (GW170814)

Le projet Advanced Virgo avait pour but d'augmenter la sensibilité du détecteur d'un facteur 10, lui permettant ainsi d'explorer un volume d'univers 1 000 fois plus large et rendant une détection plus probable. Il bénéficie de l'expérience acquise sur le détecteur initial et des avancées technologiques.
Advanced Virgo garde la même infrastructure que le détecteur initial en ce qui concerne le vide, avec de nombreuses améliorations sur le reste de l'interféromètre. Quatre pièges cryogéniques seraient ajoutés aux extrémités des bras pour piéger les particules résiduelles. Il prévoyait des miroirs plus gros (350 mm de diamètre, poids de 40 kg) et avec de meilleures performances optiques ; les éléments optiques les plus sensibles utilisés pour contrôler l'interféromètre seraient sous vide et suspendus. Un système d'optique adaptative serait aussi installé pour corriger in-situ les aberrations des miroirs. Dans sa configuration finale, le laser devait délivrer une puissance de 200 W.
Le détecteur débute sa mise en service en 2016, rejoignant les deux détecteurs LIGO (qui avaient eux-mêmes traversé une phase d'amélioration similaire, et réalisé leur première détection en 2015) le 1er août 2017. Les périodes d'observation pour l'ère des détecteurs « avancés » sont planifiées par la collaboration LVK avec pour but de maximiser le temps d'observation avec plusieurs détecteurs, et sont nommées de O1 à O5 ; Virgo a rejoint celles-ci vers la fin de la période O2, avec une sensibilité de 30 Mpc. LIGO et Virgo détectent GW170814 le 14 août 2017, ce qui est rapporté le 27 septembre de la même année. Il s'agit de la première fusion de trous noirs binaires détectées par trois détecteurs, et la première pour Virgo,.
Le signal GW170817 est détecté par LIGO et Virgo le 17 août 2017. Issu de la fusion d'une binaire d'étoiles à neutrons, il représente la première observation de ce type d'objet, et le premier signal à avoir été observé par d'autres moyens que des ondes gravitationnelles. En effet, l'évènement a également été observé en tant que sursaut gamma, puis quelques heures plus tard par des télescopes optiques identifiant la kilonova associée,.
Après une nouvelle phase d'amélioration, plaçant sa sensibilité entre 40 et 50 Mpc, Virgo entame la troisième période d'observation (O3) en avril 2019. Initialement prévue pour durer un an, elle est interrompue par la pandémie de Covid-19 le 27 mars 2020.
Les améliorations suivant la prise de données O3 font partie du programme « Advanced Virgo + », divisé en deux phases; la première précède la période O4, et la seconde la période O5. La première vise à réduire le bruit quantique en introduisant un laser plus puissant, en améliorant le squeezing introduit durant O3, et en implémentant une nouvelle technique appelée recyclage de signal. Des capteurs sismiques sont également installés autour des miroirs. La phase 2 vise ensuite à réduire le bruit thermique des miroirs, notamment par le changement de la géométrie du faisceau laser et l'augmentation de la taille des miroirs (répartissant ainsi l'énergie sur une plus grande surface), ainsi que l'amélioration de leur revêtement; cela implique également une amélioration de la suspension. Elle prévoit aussi de continuer les efforts de la phase 1 sur la réduction du bruit quantique.
La 4e période d'observation (O4) devait démarrer en mai 2023, pour une durée totale de 20 mois (incluant 2 mois de pause). Cependant, la collaboration Virgo annonce le 11 mai 2023 que le détecteur ne rejoindra pas le début de O4, l'interféromètre n'étant pas suffisamment stable pour atteindre la sensibilité requise et nécessitant le remplacement d'un des miroirs. Virgo n'a finalement pas rejoint la première partie d'O4 (O4a), qui s'est terminée le 16 janvier 2024, ayant seulement atteint une sensibilité de 45 Mpc au lieu des 80 à 115 initialement prévus. Il a cependant rejoint la deuxième partie (O4b), qui a débuté le 10 avril 2024, avec une sensibilité entre 50 et 55 Mpc. En juin 2024, la fin de la période O4 est annoncée être décalée à juin 2025, pour permettre une meilleure préparation pour les améliorations prévues pour O5. Le calendrier est à nouveau révisé en janvier 2025, avec une pause additionnelle de 2 mois commençant en avril 2025, et une extension de la période d'observation jusqu'au 7 octobre 2025 afin de conserver un temps d'observation similaire. En juin 2025, la période est à nouveau étendue pour se terminer le 18 novembre 2025, permettant de poursuivre les observations durant les premières opérations de l'observatoire Vera Rubin. Ces trois extensions de la période sont désignées comme O4c (qui a officiellement débuté le 28 janvier 2025),.

### Futur
Après la fin d'O4, le détecteur connaîtra à nouveau une période d'améliorations, correspondant à la phase 2 d'Advanced Virgo+. La période d'observation suivante, O5, est prévue pour commencer vers la fin 2027 ; la sensibilité visée par Virgo était initialement de 150 à 260 Mpc, mais est en train d'être revue à la suite de la performance durant O4. Les plans de Virgo pour O5 devraient être connus durant la première moitié de 2025.
Aucun plan officiel n'a été annoncé pour le futur de Virgo au-delà de la période O5, bien que des projets pour continuer les améliorations des détecteurs aient été suggérés. Le projet de continuer le travail sur le détecteur après O5 est connu sous le nom de Virgo_nEXT.

## Instrument

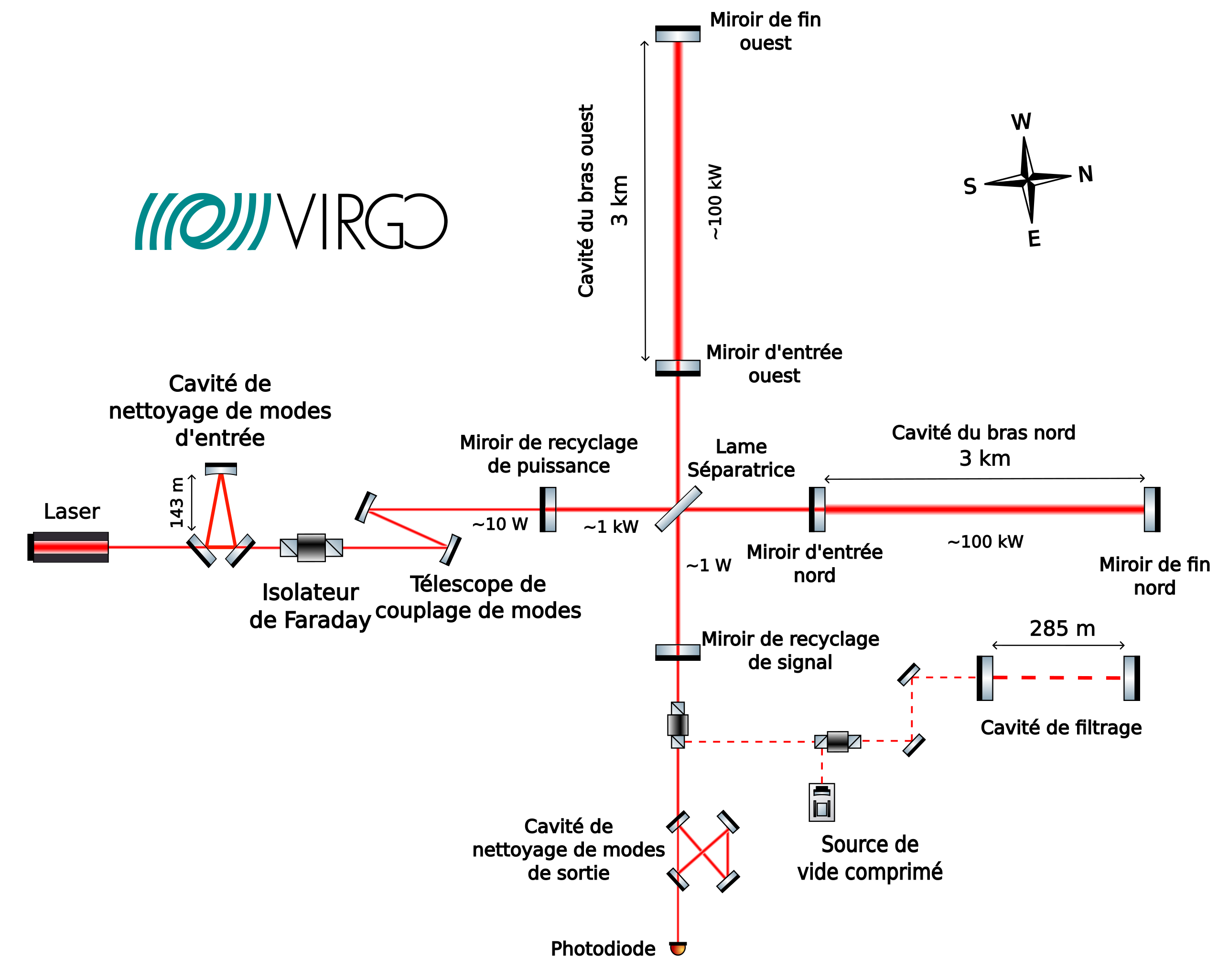
Schéma représentant les différents systèmes de Virgo durant la période O4 (2023-2024). Il inclut notamment le miroir de recyclage de signal et la cavité de filtrage pour l'injection d'états comprimés, absents de la période précédente. Toutes les puissances de laser indiquées sont indicatives, car elles peuvent rapidement changer.

### Principe
En relativité générale, une onde gravitationnelle est une perturbation de l'espace-temps qui se propage à la vitesse de la lumière. Elle courbe celui-ci légèrement, modifiant le chemin parcouru par la lumière. Cette variation peut être détectée à l'aide d'un interféromètre de Michelson, dans lequel un laser est divisé en deux faisceaux qui voyagent dans des directions orthogonales, rebondissant sur un miroir situé à l'extrémité de chaque bras. Quand une onde gravitationnelle passe, le chemin des deux faisceaux est affecté d'une manière différente ; ils sont ensuite recombinés, et le schéma d'interférences obtenu est mesuré à l'aide d'une photodiode. Comme la déformation induite est très petite, la précision dans le positionnement des miroirs, la stabilité du laser, les mesures, ainsi que l'isolation du monde extérieur est essentielle.

### Laser et système d'injection
Le laser est la source de lumière de l'instrument. Il doit délivrer une puissance élevée, tout en étant extrêmement stable en fréquence et en amplitude. Afin de remplir ces critères, le faisceau commence avec un laser de basse puissance, mais très stable. La lumière du laser passe ensuite à travers plusieurs amplificateurs pour augmenter sa puissance d'un facteur 100. Une puissance de sortie de 50 W a été atteinte par la dernière configuration du détecteur Virgo initial, montant à 100 W durant la période O3, à la suite des améliorations de Advanced Virgo ; elle est supposée atteindre 130 W durant la période O4. Le détecteur Virgo originel utilisait un système de laser maître-esclave, dans lequel le système « maître » (un laser Nd-YAG) est utilisé pour stabiliser un laser haute-puissance « esclave » (un laser Nd:YVO4). La solution retenue pour Advanced Virgo est un laser à fibre, avec un étage d'amplification également composé de fibres, afin d'améliorer la résilience du système ; dans sa configuration finale l'instrument doit combiner la lumière de deux lasers pour atteindre la puissance attendue,. La longueur d'onde du laser est de 1 064 nanomètres, à la fois pour la configuration initiale et pour Advanced Virgo.
Le laser est introduit dans l'interféromètre après être passé à l'intérieur du système d'injection, qui améliore la stabilité du faisceau, ajuste sa forme et sa puissance, et le positionne correctement pour entrer dans l'interféromètre. Le système d'injection inclut la cavité de nettoyage de modes d'entrée, mesurant 140 mètres de long, conçue pour améliorer la qualité du faisceau en stabilisant la fréquence, en éliminant la lumière qui se propage de manière non voulue et en réduisant l'effet de mauvais alignement du laser. Il comprend également un isolateur de Faraday qui empêche la lumière de revenir jusqu'au laser, et un télescope de couplage de modes, qui permet d'adapter la taille et la position du faisceau juste avant qu'il intègre l'interféromètre.

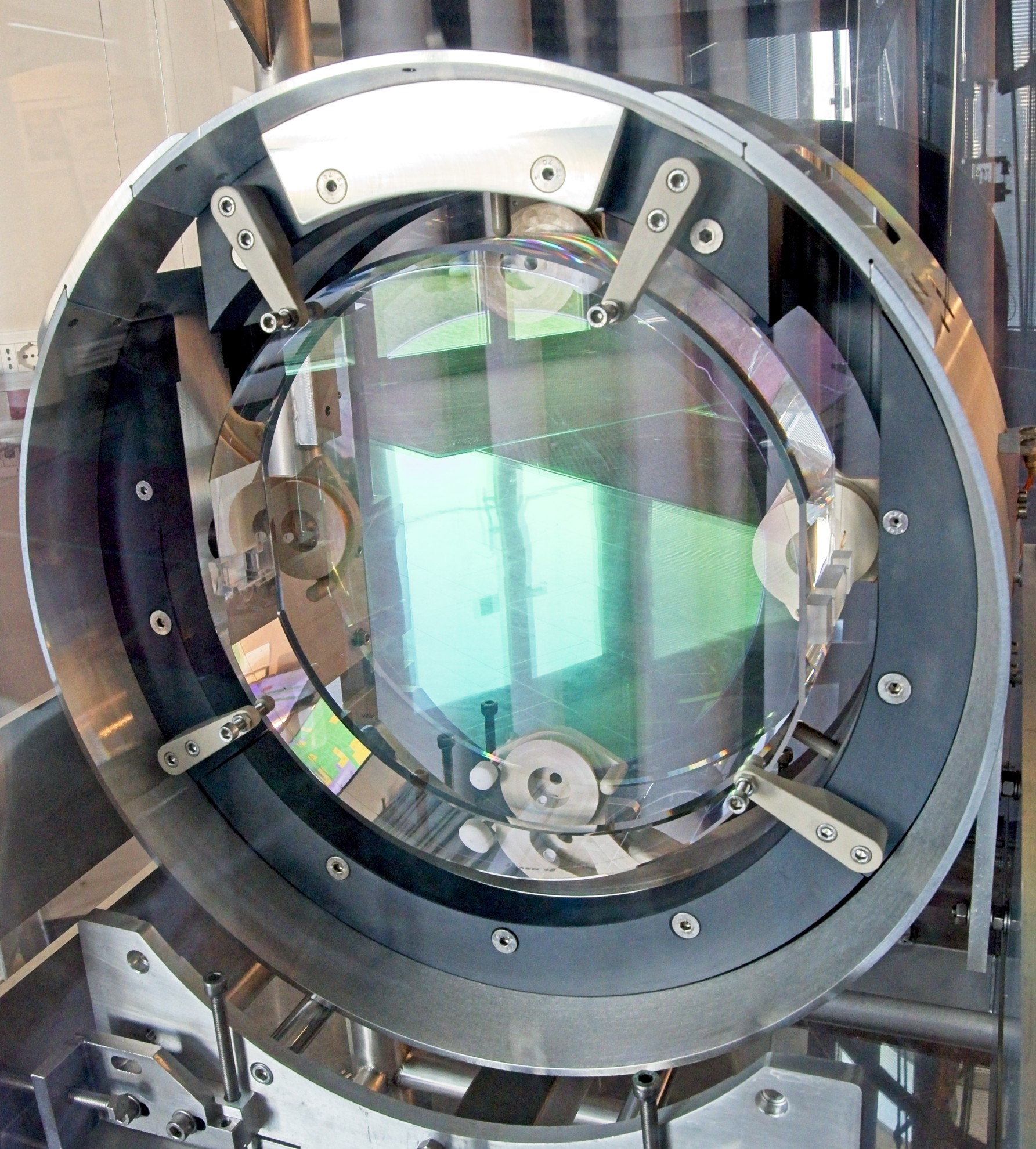
Un des miroirs du détecteur Virgo initial, actuellement exposé sur le site de Virgo.

### Miroirs
Les grands miroirs situés dans les bras du détecteur sont parmi les éléments optiques les plus critiques de l'interféromètre. Ceux-ci comprennent les deux miroirs situés à la fin des deux bras de 3 km, et les deux miroirs d'entrée, situés au début de chaque bras. Ensemble, ces miroirs forment une cavité résonante dans chaque bras, dans laquelle la lumière rebondit des milliers de fois avant de revenir dans la lame séparatrice, maximisant l'effet du signal sur le chemin parcouru par le laser et augmentant la puissance de la lumière circulant à l'intérieur des bras. Ces miroirs (conçus spécifiquement pour Virgo) sont de forme cylindrique et mesurent 35 cm de diamètre, avec 20 cm d'épaisseur, et faits d'un verre extrêmement pur. Les miroirs sont polis au niveau atomique pour éviter de diffuser (et donc perdre) de la lumière. Enfin, un revêtement réfléchissant (un réseau de Bragg réalisé par pulvérisation cathodique) est appliqué. Les miroirs en bout de bras réfléchissent pratiquement toute la lumière qu'ils reçoivent, avec des pertes de seulement 0,002 % à chaque réflexion.
Deux autres miroirs sont présents dans la configuration actuelle :
- le miroir de recyclage de puissance, placé entre le laser et la séparatrice. Comme la majorité de la lumière est renvoyée vers l'entrée lorsqu'elle quitte l'interféromètre, ce miroir réinjecte cette lumière dans les bras, permettant d'atteindre des puissances plus élevées ;
- le miroir de recyclage de signal, placé à la sortie de l'interféromètre, réinjecte une partie du faisceau transportant le signal dans le détecteur (le miroir est prévu pour avoir une transmission de l'ordre de 40 %), formant une nouvelle cavité. En ajustant le miroir de recyclage de signal, le bruit quantique peut être réduit pour une partie de la bande de fréquence, tout en étant augmentée dans le reste, permettant ainsi d'« accorder » l'interféromètre pour détecter certaines fréquences. Il est actuellement prévu pour fonctionner en « large bande », réduisant le bruit à haute et basse fréquence mais l'augmentant aux fréquences intermédiaires. Le bruit réduit à haute fréquence permet en particulier d'étudier les moments qui entourent la fusion de deux objets compacts[31],[55].

### Superatténuateurs

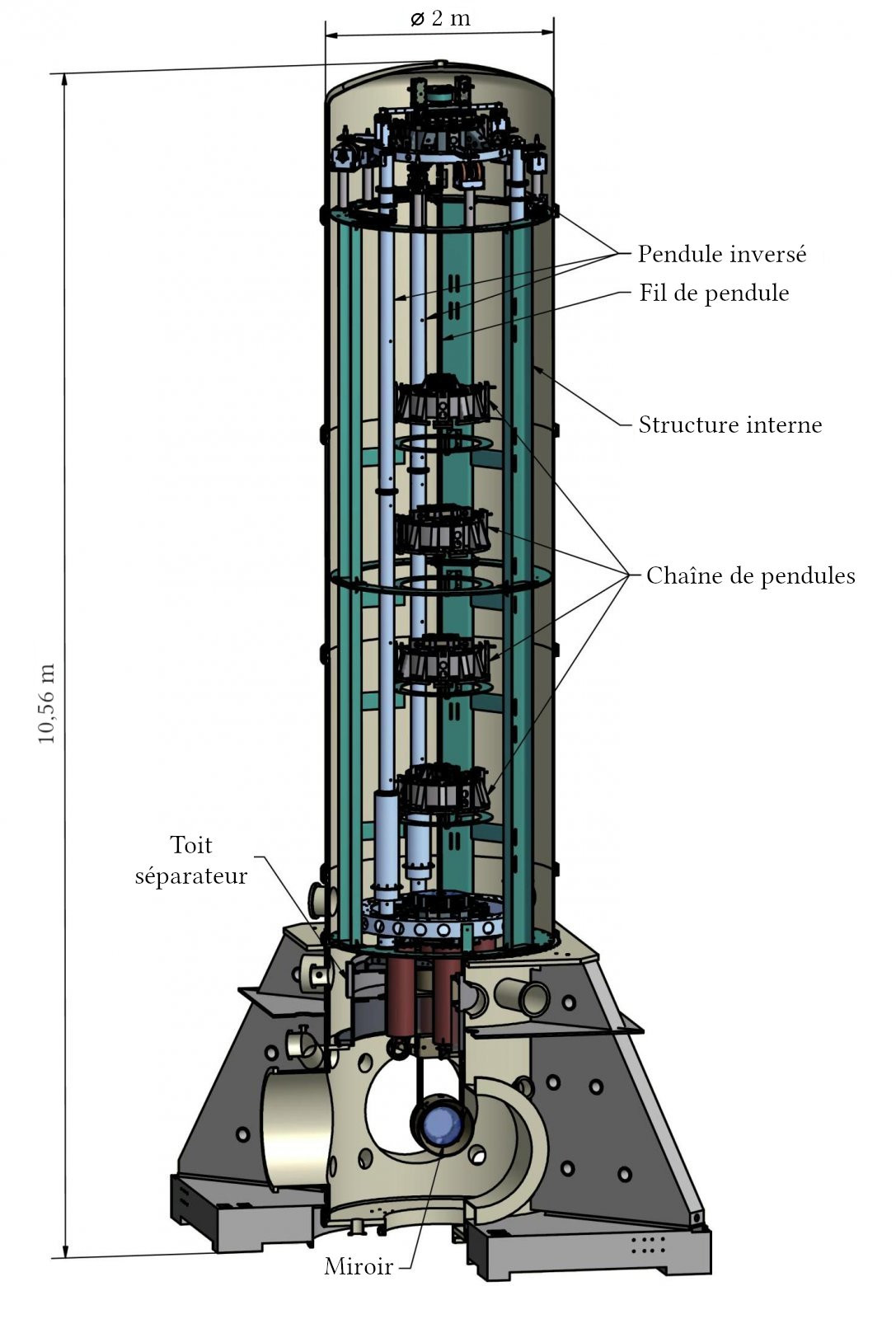
Un miroir de Virgo est suspendu dans le vide par un superatténuateur, qui atténue les vibrations sismiques. Il s'agit d'une chaîne de pendule attachée à une plateforme supérieure supportée par trois bras, formant un pendule inversé. Les vibrations sismiques au-dessus de 10 Hz sont réduites d'un facteur, et la position du miroir est contrôlée.

Afin de réduire le bruit sismique qui pourrait atteindre les miroirs et masquer les signaux d'ondes gravitationnelles, les miroirs sont suspendus par un système complexe. Chacun des miroirs principaux est suspendu par quatre fines fibres en silice qui sont elles-mêmes attachées à une série d'atténuateurs sismiques. Cette chaîne de suspension, appelée « superatténuateur », fait près de huit mètres de haut et est placée sous vide. Les superatténuateurs permettent de limiter l'influence des perturbations locales sur les miroirs et de contrôler précisément leur position et orientation. Les bancs optiques sur lesquelles sont montées les systèmes d'injection et de détection sont également suspendus et sous vide, afin de limiter les bruits acoustiques et sismiques. Dans la configuration Advanced Virgo, l'instrumentation utilisée pour détecter le signal d'ondes gravitationnelles et contrôler l'interféromètre (photodiodes, caméras et leurs électroniques associées) est également installée sur plusieurs bancs optiques suspendus et sous vide.
La conception de ces superatténuateurs est basée sur l'atténuation passive du bruit sismique, qui est réalisée en formant une chaîne de pendules, agissant chacun comme un oscillateur harmonique. Ils sont caractérisés par une fréquence de résonance (diminuant avec la longueur du pendule), au-dessus de laquelle le bruit est amorti. Enchaîner plusieurs pendules réduit le bruit de 12 ordres de grandeur, au prix d'avoir plusieurs fréquences de résonance collectives qui sont plus élevées que la fréquence d'un unique pendule de 8 m. La fréquence de résonance la plus élevée est autour de 2 Hz, permettant d'atténuer le bruit à partir de 4 Hz et d'atteindre le niveau requis pour la détection d'ondes gravitationnelles autour de 10 Hz. Une limite de ce système est que le bruit autour de la fréquence de résonance n'est pas filtré, et pourrait générer de grosses oscillations. Un système d'atténuation active est employé pour éviter ce cas de figure, incluant des sismogrammes pour mesurer le bruit sismique et le contrecarrer à l'aide d'actionneurs qui contrôlent le superatténuateur.

### Système de détection
Une partie de la lumière circulant dans les bras quitte en permanence l'interféromètre pour être dirigée vers le système de détection. Dans sa configuration optimale, l'interféromètre fonctionne en « frange noire », signifiant que seule une petite partie de la lumière est envoyée vers la sortie ; le reste repartant vers l'entrée, où elle est récupérée avec le miroir de recyclage de puissance. Une fraction de la lumière sortante est réfléchie par le miroir de recyclage de signal, et le reste est collecté par le système de détection. Il passe d'abord dans la cavité de nettoyage de modes de sortie, qui permet de filtrer les « modes d'ordre supérieur » (correspondant à de la lumière se propageant de manière non voulue, typiquement à cause de petits défauts dans les miroirs), avant d'atteindre les photodiodes qui mesurent l'intensité de la lumière. La cavité de nettoyage de modes et les photodiodes sont toutes deux suspendues et sous vide.

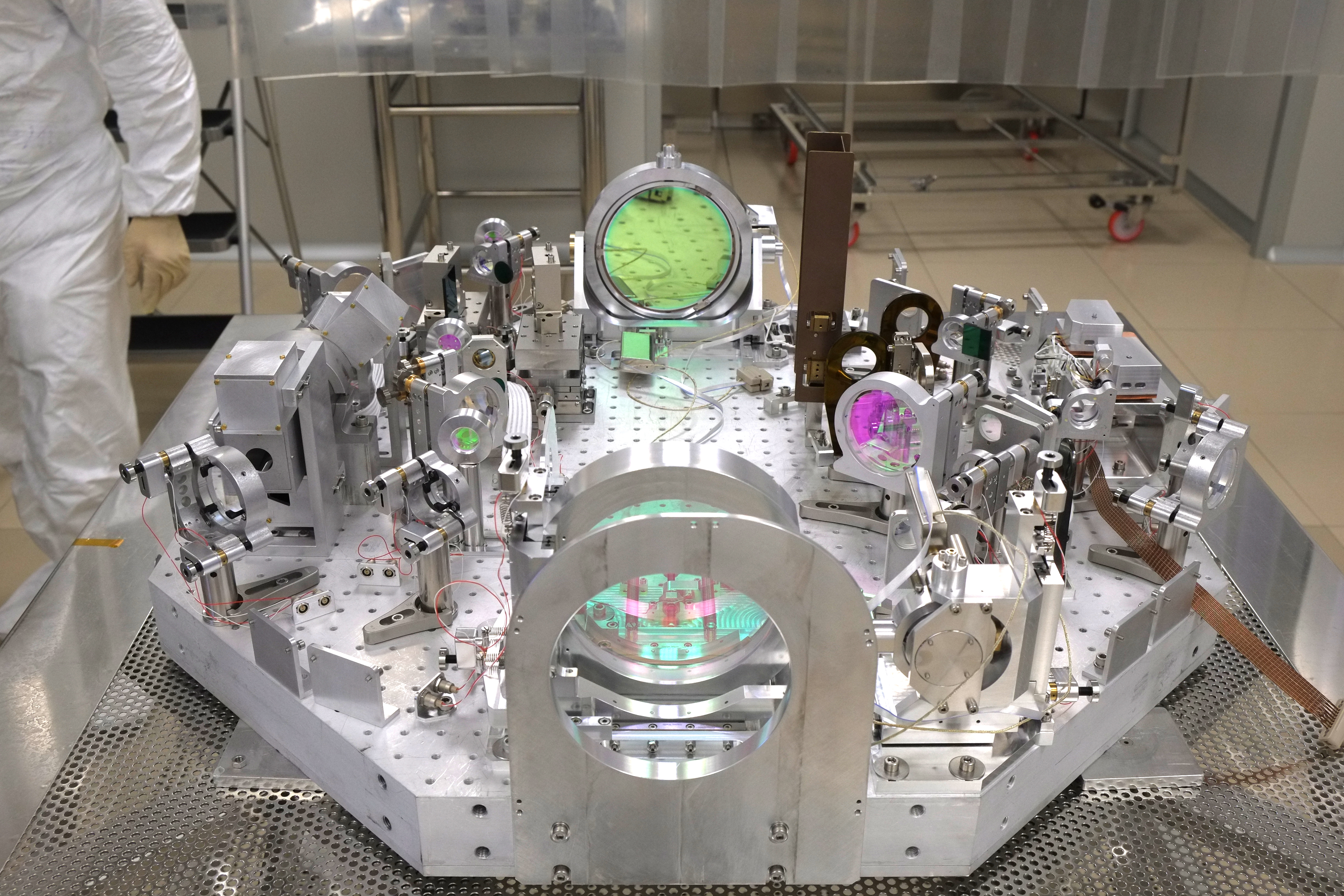
Banc de détection de Virgo avant son installation en avril 2015. Il mesure 88 cm de large et accueille la cavité de nettoyage de modes ; les photodiodes sont placées sur un autre banc.

À partir de la période O3, une source de vide comprimé a été introduite pour réduire le bruit quantique, qui est une des principales limites de la sensibilité du détecteur. En remplaçant le vide standard par un vide comprimé, les fluctuations d'une quantité (soit l'amplitude soit la phase de la lumière dans le cas de Virgo) sont réduites, au prix d'augmenter les fluctuations de l'autre quantité en raison du principe d'incertitude. Cette idée a été proposée dès 1981 par Carlton Caves, dès la genèse des détecteurs d'ondes gravitationnelles. Durant la période O3, une compression indépendante de la fréquence a été implémentée; la compression est identique pour toutes les fréquences et permet de réduire le bruit de grenaille (dominant à haute fréquence) en augmentant le bruit de pression de radiation (plus élevé à basse fréquence, et non limitant pour la sensibilité du détecteur). Grâce à l'injection du vide comprimé, le bruit quantique a été réduit de 3,2 dB à haute fréquence, améliorant la portée du détecteur de 5 à 8 %. Actuellement, des états comprimés plus sophistiqués sont produits en combinant la technologie de O3 avec une nouvelle cavité de 285 m de long, appelée « cavité de filtrage ». Cette technologie permet de produire une compression dépendant de la fréquence, qui permet de réduire le bruit de grenaille à haute fréquence (où le bruit de pression de radiation est faible) tout en réduisant le bruit de pression de radiation à basse fréquence (où le bruit de grenaille est négligeable),.

### Infrastructure

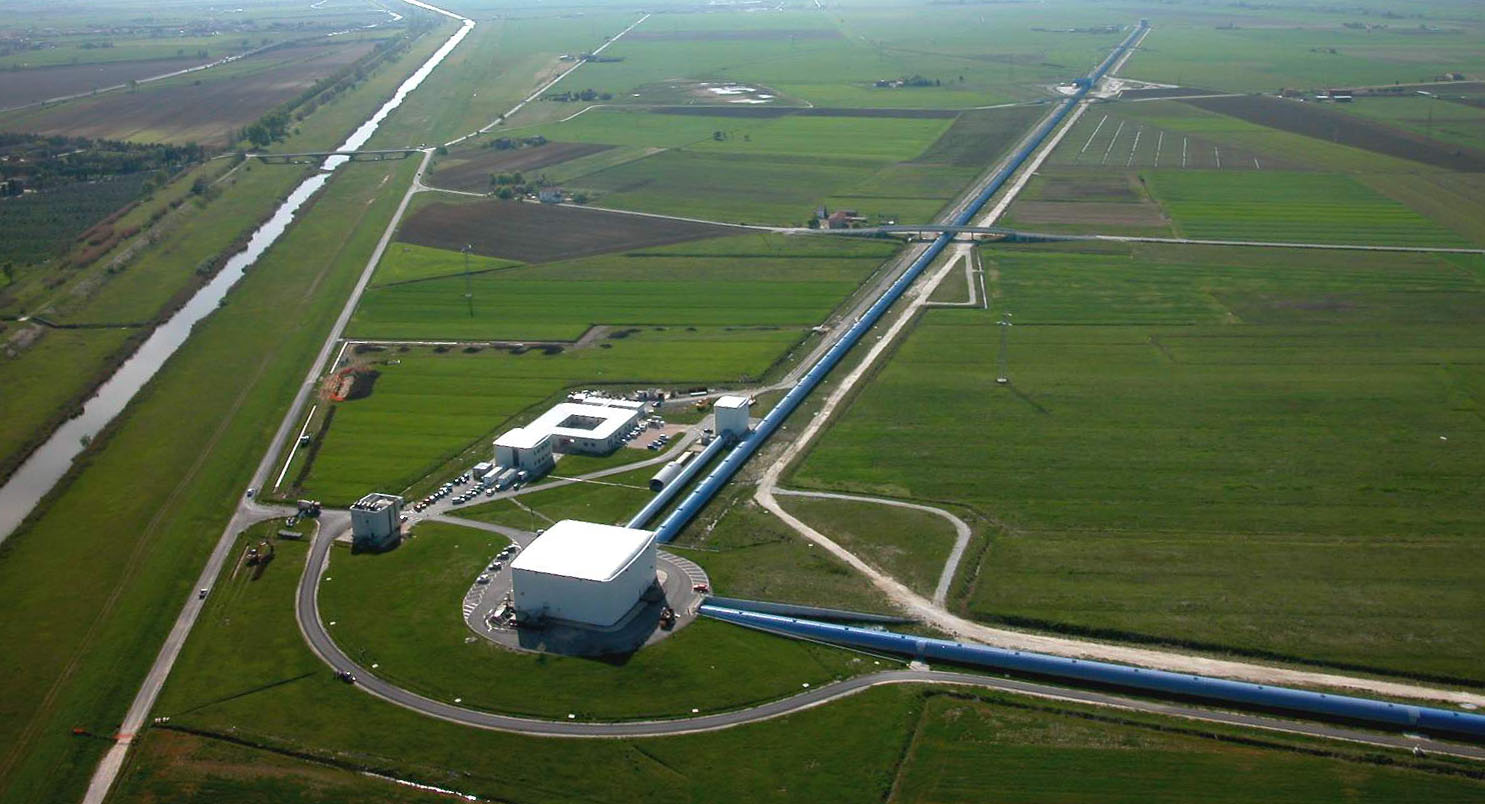
Vue aérienne du site de Virgo en 2015, montrant le bras ouest (en haut) et une partie du bras nord (à droite), avec les différents bâtiments
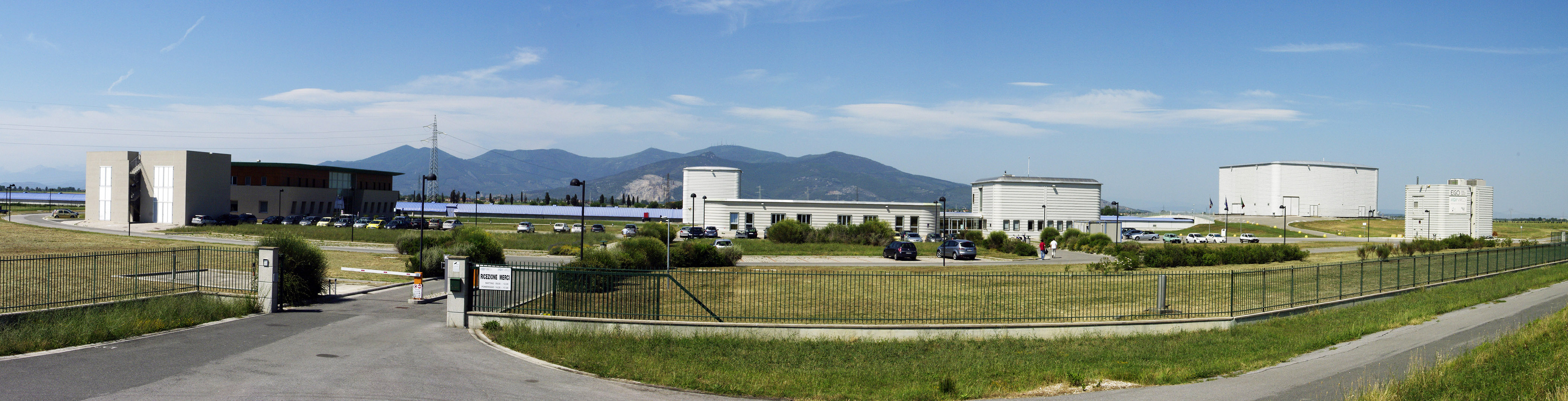
Panorama de l'entrée du site de Virgo.
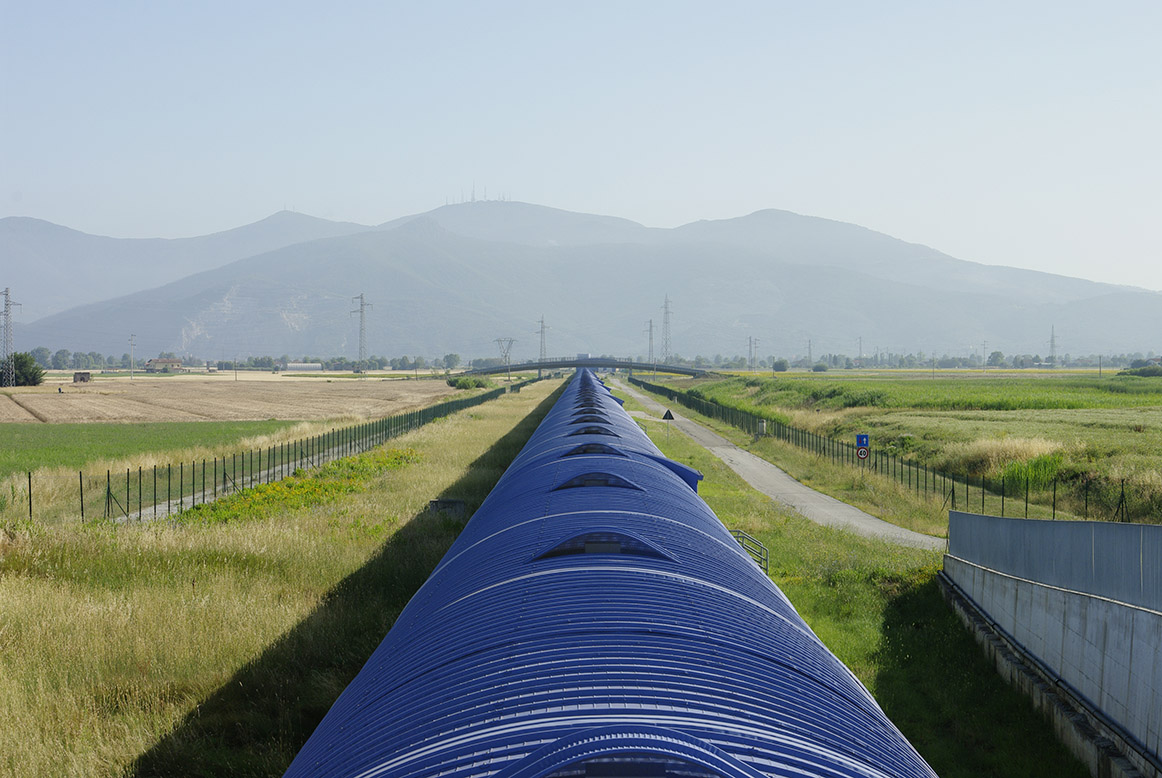
Vue du bras nord, mesurant 3 km.
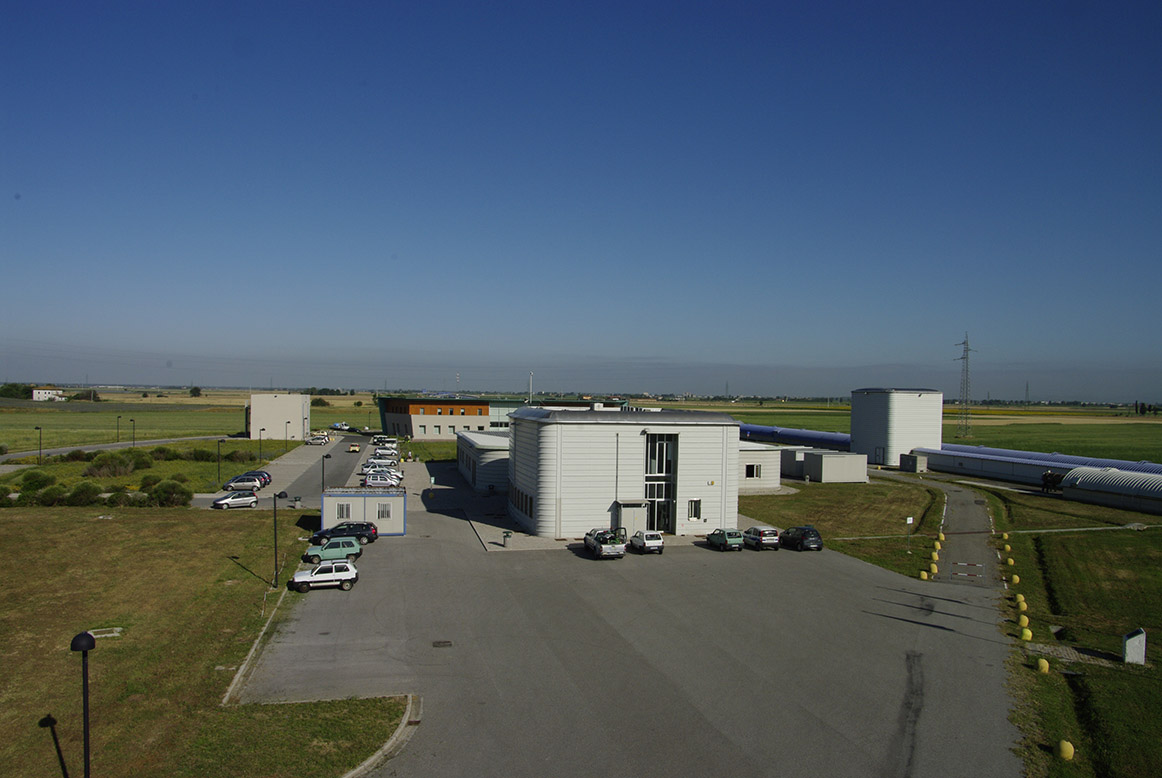
Bâtiment hébergeant la salle de contrôle et les services informatiques.
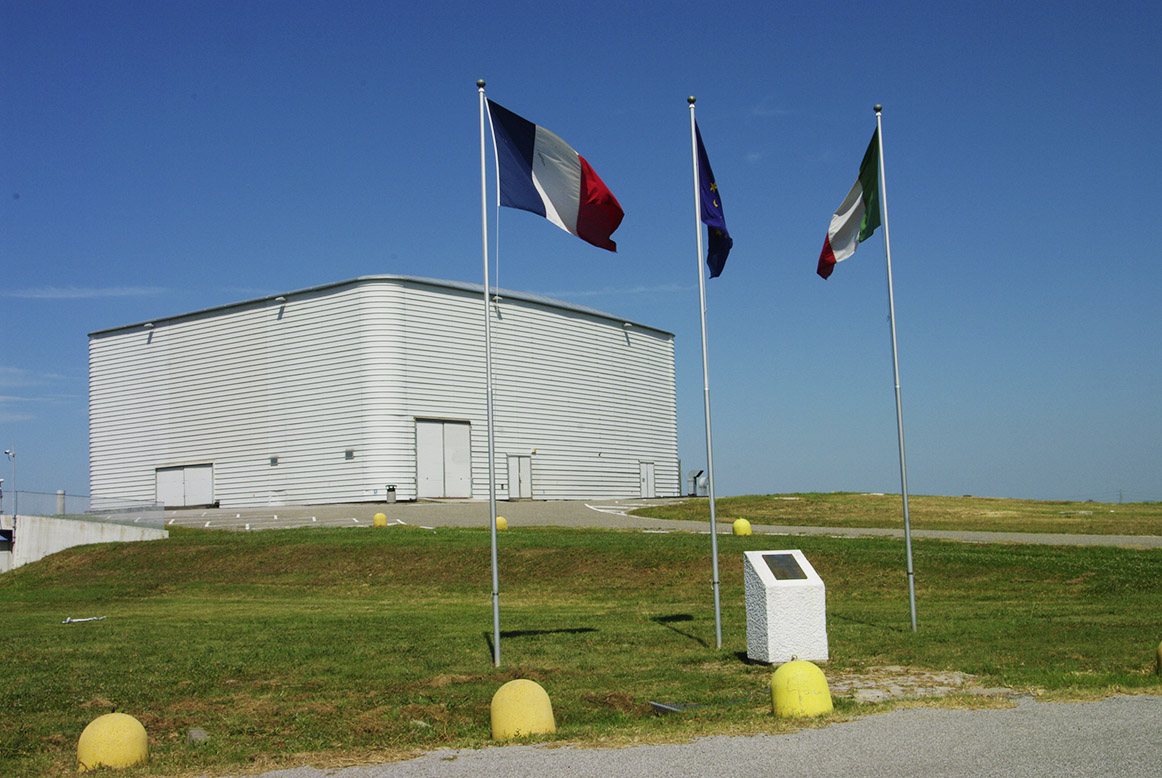
Bâtiment central, contenant la plupart des composants critiques de Virgo.
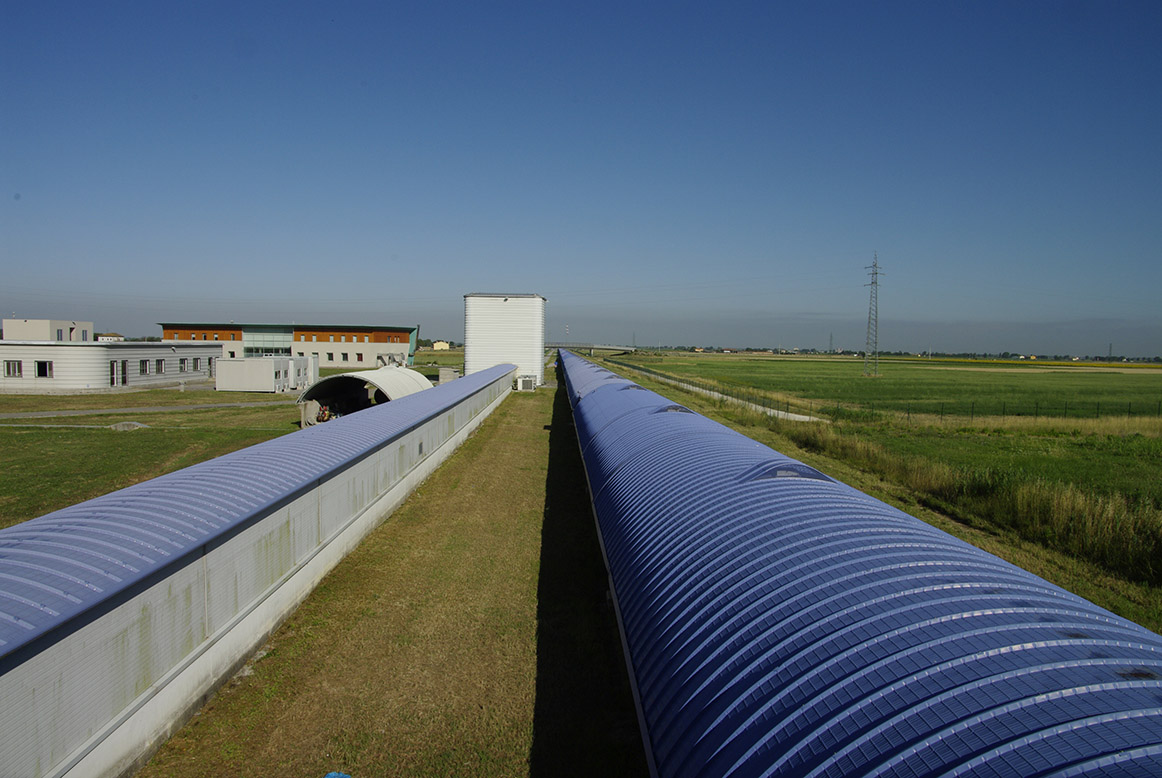
Cavité de filtrage (à gauche, utilisée pour nettoyer le faisceau laser) et bras ouest.

Vu depuis les airs, Virgo a une forme caractéristique en « L » dont les deux bras perpendiculaires font 3 km de long. À l'intersection des deux bras, on trouve le bâtiment central, qui contient la plupart des composants essentiels de Virgo comme le laser, la lame séparatrice et les miroirs d'entrée. Le long du bras ouest, une cavité plus courte et un bâtiment associé contiennent la cavité de filtrage d'entrée. Les miroirs de fin de bras sont contenus dans leurs propres bâtiments à l'extrémité de chaque bras. Au sud du bras ouest, des bâtiments supplémentaires contiennent des bureaux, des ateliers, ainsi que le centre informatique du site et la salle de contrôle de l'interféromètre. Le choix du site de Cascina, identifié dès 1989, était motivé par sa proximité avec Pise (où se trouvait l'un des principaux groupes à l'origine du projet), sa faible population et sa planéité (avec un dénivelé de seulement 0,5 m), ainsi que le soutien de la commune,.
Les « tunnels » des bras abritent des tubes à vide dans lesquels les faisceaux lasers voyagent. Virgo est l'une des plus grandes installations d'ultravide d'Europe, avec un volume total de 6 800 m3. Les deux bras de 3 km contiennent des tubes en acier de 1,2 m de diamètre dans lesquels la pression visée est 1 million de milliards de fois plus faible que celle de l'atmosphère (un facteur 100 plus faible que le détecteur Virgo initial). Les molécules de gaz restantes (principalement de l'hydrogène et de l'eau) ont un impact assez limité sur le passage du faisceau laser. De larges vannes sont situées au bout de chaque bras afin de pouvoir travailler sur les miroirs sans briser le vide des bras. En effet, les tours contenant les miroirs et les superatténuateurs sont également sous vide, et sont divisées en deux sections avec des pressions différentes. Les tubes ont été soumis à un processus appelé baking, durant lequel ils sont chauffés à 150 °C afin de retirer des particules indésirables qui seraient restées coincées sur les surfaces ; bien que les tours aient également été soumises à ce processus pour le détecteur Virgo initial, des pièges cryogéniques sont maintenant utilisés pour éviter la contamination.
En raison de la puissance élevée circulant dans l'interféromètre, les miroirs sont susceptibles de subir des effets thermiques en étant chauffés par la lumière du laser (malgré leur très faible absorption). Ces effets peuvent prendre la forme d'une déformation de la surface du miroir en raison de la dilatation, ou en un changement de l'indice de réfraction du matériau ; cela résulte en de la lumière quittant le faisceau et en des perturbations du signal. Ces deux effets sont gérés par le système de compensation thermique (TCS), qui incluent des senseurs (appelés senseurs de front d'onde de Hartmann), qui mesurent l'aberration à l'aide d'une source de lumière auxiliaire, et deux actionneurs : des lasers au CO2, qui permettent de chauffer sélectivement certaines parties du miroir pour corriger les défauts, et des anneaux chauffants, qui ajustent le rayon de courbure du miroir. Le système corrige également les « défauts froids », qui sont des défauts permanents introduits lors de la fabrication des miroirs,. Durant la période O3, le TCS a permis d'augmenter la puissance circulant dans l'interféromètre de 15 % et de réduire la quantité de lumière s'échappant de l'interféromètre d'un facteur 2.

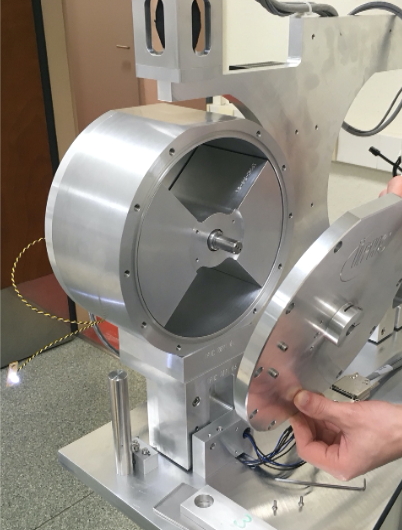
Un des calibreurs newtoniens (Ncal) avant son installation dans le détecteur. Plusieurs d'entre eux sont installés près d'un des miroirs de bout de bras ; le mouvement du rotor génère une force gravitationnelle variable sur le miroir, lui permettant de bouger d'une manière contrôlée.

Un autre composant important est le système dédié au contrôle de la lumière parasite, qui englobe toute lumière qui quitte le chemin prévu du faisceau laser, en étant diffusée par une surface ou à cause d'une réflexion non voulue. La recombinaison de cette lumière parasite avec le faisceau principal peut représenter une source de bruit importante, et généralement dure à tracer et modéliser. La plupart des efforts pour la contrôler consistent en l'installation de plaques absorbantes appelées « baffles », placées près des composants optiques et à l'intérieur des tubes ; cela nécessite des précautions additionnelles afin d'éviter que les baffles interfèrent avec le fonctionnement normal de l'interféromètre,,.
Afin d'estimer correctement la réponse du détecteur aux ondes gravitationnelles et donc correctement reconstruire le signal, une étape de calibration est nécessaire. Elle implique de déplacer les miroirs de manière contrôlée et mesurer l'effet sur la sortie du détecteur. Durant l'époque du détecteur initial, cette calibration était réalisée en agitant l'un des pendules des suspensions en utilisant des bobines pour générer un champ magnétique interagissant avec des aimants fixés sur le pendule. Cette technique a été utilisée jusqu'à la période O2. A partir d'O3, la calibration par photon (Pcal) est devenue la méthode principale ; elle avait auparavant été utilisée comme une méthode secondaire pour valider les résultats. Cette méthode s'appuie sur un laser auxiliaire qui permet de déplacer le miroir via la pression de radiation,. De plus, une nouvelle méthode appelée calibration newtonienne (Ncal) a été introduite à la fin de O2 et est maintenant utilisée pour valider les résultats de Pcal ; elle s'appuie sur la gravité pour déplacer le miroir, en plaçant une masse en rotation à une distance précise du miroir,. Au début de la deuxième partie d'O4, le Ncal est devenu la méthode de calibration principale en raison de ses meilleures performances ; le Pcal reste utilisé pour valider les résultats du Ncal et sonder les fréquences plus élevées qui sont inaccessibles au Ncal.
L'instrument nécessite un système d'acquisition des données efficace, qui gère les données obtenues en sortie de l'interféromètre et par les nombreux senseurs présents sur le site, les stocke dans des fichiers et les distribue aux équipes d'analyse de données. Des composants électroniques et des logiciels dédiés ont été développés spécifiquement pour répondre à ces besoins.

### Bruit et sensibilité

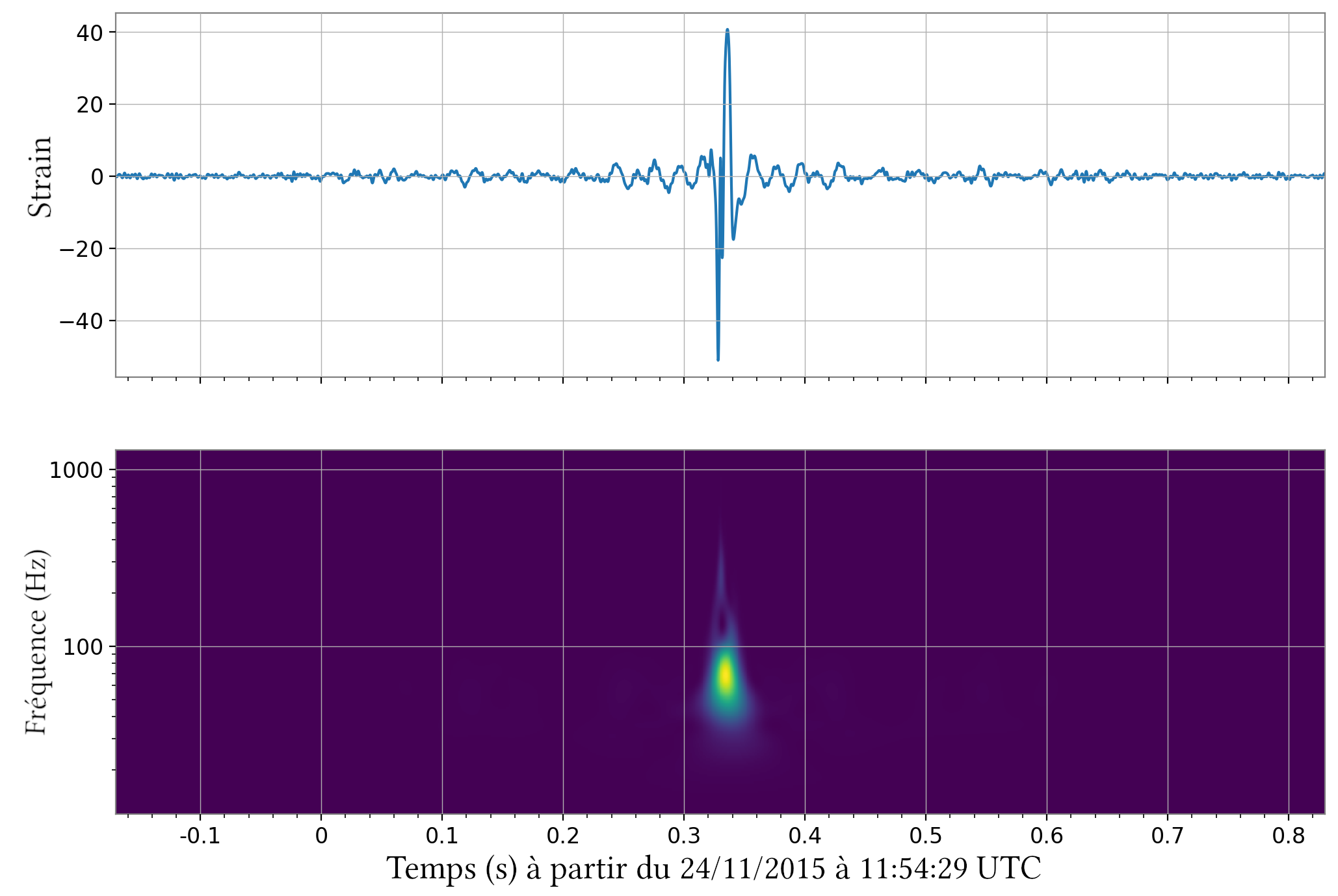
Visualisation d'un glitch de type « carpe » dans des données de LIGO Hanford en 2015. La partie supérieure représente la sortie du détecteur en fonction du temps, tandis que la partie inférieure donne la répartition de la puissance selon la fréquence et le temps. Ce type de glitch est d'origine inconnue et couvre une large bande de fréquences, avec des « nageoires » caractéristiques visibles à basse fréquence.

#### Sources de bruit
Virgo est sensible à de nombreuses sources de bruit qui limitent sa capacité à détecter un potentiel signal. Certaines de ces sources couvrent une large bande de fréquence et limitent la sensibilité globale du détecteur, telles que, :
- le bruit sismique (des vibrations du sol aux origines multiples : vagues en mer Méditerranée, vent, activités humaines comme la circulation routière, etc.), généralement dans les basses fréquences jusqu'à la dizaine de hertz (Hz) ;
- le bruit thermique des miroirs et de leurs suspensions, qui correspond à leur agitation causée par leur température interne, de quelques dizaines de Hz à plusieurs centaines ;
- le bruit quantique, incluant le bruit de grenaille, correspondant aux fluctuations de la puissance reçue par les photodiodes et limitant au-delà de plusieurs centaines de Hz, et le bruit de pression de radiation, correspondant aux variations de la pression appliquée par le laser sur les miroirs, qui devient important à basse fréquence ;
- le bruit newtonien, causé par les variations du champ gravitationnel qui affectent la position du miroir, qui est notable en dessous de 20 Hz.

En plus de ces grandes sources de bruit, certaines sources limitent la sensibilité à des fréquences spécifiques. Elles incluent une source à 50 Hz (et des harmoniques à 100, 150 et 200 Hz) correspondant à la fréquence du réseau électrique européen ; les « violin modes » à la fréquence de résonance des câbles de suspension (qui peuvent vibrer à une fréquence spécifique comme les cordes d'un violon), qui est de 300 Hz (avec plusieurs harmoniques) ; et des sources ponctuelles correspondant aux fréquences utilisées pour la calibration du détecteur,.
Des sources supplémentaires de bruit peuvent temporairement affecter la sensibilité générale ; une mauvaise météo ou des tremblements de terre peuvent augmenter le niveau de bruit.
Enfin, des artefacts de courte durée peuvent apparaître dans les données à cause de nombreuses sources internes à l'instrument ; elles sont typiquement surnommées « glitches ». On estime qu'environ 20 % des évènements détectés sont touchés par des glitches, nécessitant l'utilisation de méthodes d'analyse de données spécifiques pour réduire leur impact.

### Sensibilité du détecteur

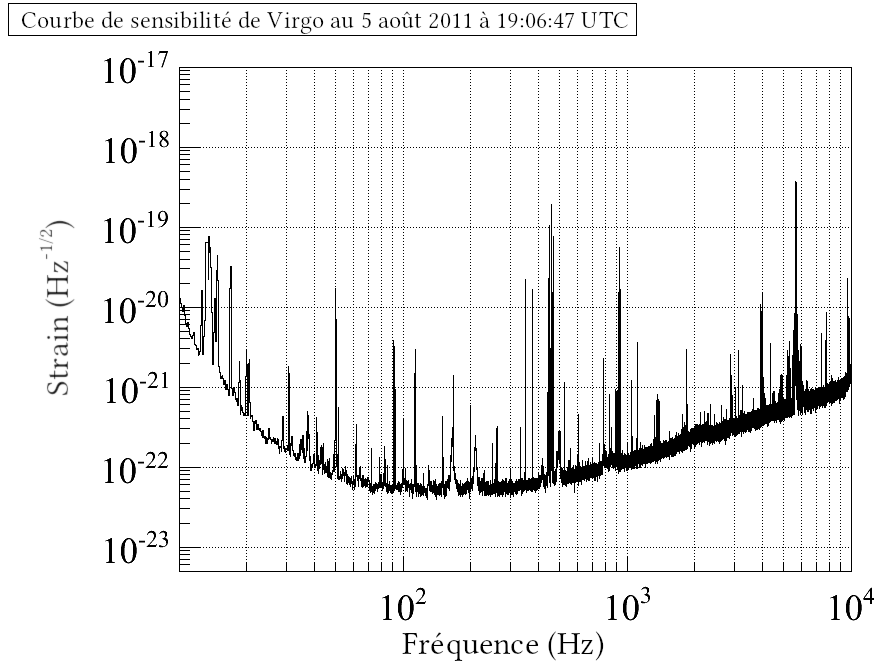
Courbe de sensibilité du détecteur Virgo entre 10 Hz et 10 kHz, dans une échelle log-log, obtenue en août 2011. Sa forme est caractéristique : le bruit thermique des suspensions des miroirs domine à basse fréquence tandis que la remontée à haute fréquence est due au bruit de grenaille du laser. Entre ces deux bandes de fréquence, on trouve des résonances et des bruits instrumentaux, incluant le 50 Hz du secteur et ses harmoniques.

La sensibilité du détecteur varie avec la fréquence, et est habituellement représentée sous la forme d'une courbe représentant la densité spectrale de bruit (qui décrit l'intensité du bruit en fonction de la fréquence) ; plus cette courbe est basse, meilleure est la sensibilité. Virgo est un détecteur « large bande », sa courbe de sensibilité couvrant une zone s'étendant de quelques Hz à 10 kHz.
La mesure numérique la plus commune de la sensibilité d'un détecteur d'ondes gravitationnelles est sa « portée », définie comme la distance à laquelle un objet de référence produirait un rapport signal sur bruit de 8 dans le détecteur. Cet objet de référence est généralement une binaire d'étoiles à neutrons dont les deux composantes ont une masse de 1.4 masses solaires ; elle est généralement exprimée en mégaparsecs. Par exemple, la portée de Virgo durant la période O3 était comprise entre 40 et 50 Mpc. Cette portée n'est qu'un indicateur et ne représente pas une distance de détection maximale pour le détecteur ; des sources plus massives émettront un signal avec une amplitude plus élevée, permettant de le détecter à une plus grande distance.
Des calculs montrent que la sensibilité du détecteur varie grossièrement comme {\displaystyle {\frac {1}{L\times {\sqrt {P}}}}}, où {\displaystyle L} est la longueur de la cavité d'un bras et {\displaystyle P} est la puissance du laser au niveau de la séparatrice. Afin de l'améliorer, ces deux quantités doivent être augmentées. Cela se traduit par des longs bras, des cavités optiques permettant de maximiser l'exposition au signal, ainsi que le recyclage de puissance permettant d'augmenter la puissance,.

## Analyse de données
Une part importante des ressources de la collaboration Virgo est consacrée au développement et au déploiement de logiciels d'analyse des données produites par le détecteur. En dehors des outils d'acquisition et de distribution des données, cet effort est largement partagé avec les membres des collaborations LIGO et KAGRA, au sein de la collaboration LIGO-Virgo-KAGRA (LVK).
Les données du détecteur sont initialement uniquement disponibles aux membres du LVK. Des segments de données entourant les évènements sont publiés en même temps que les articles correspondants, et les données complètes sont mises en libre accès à la fin d'une période d'exclusivité, qui dure actuellement 18 mois. Durant la troisième période d'observation (O3), la publication des données s'est faite en deux parties (O3a et O3b), correspondant aux premiers et derniers six mois de la période respectivement. Les données sont ensuite accessibles à tous via le Gravitational Wave Open Science Center (GWOSC),.
L'analyse de ces données requiert une variété de techniques différentes correspondant à différents types de source. Une grosse partie des efforts sont concentrés sur la détection et l'analyse des coalescences de binaires compactes, qui sont le seul type de source détecté jusqu'à présent. Plusieurs logiciels différents cherchent ce type d'évènement, et une infrastructure dédiée est utilisée pour envoyer des alertes à la communauté des astronomes en cas de détection. D'autres efforts prennent place après la fin d'une période de prise de données, incluant la recherche de sources continues ou d'un fond stochastique, ainsi qu'une analyse plus poussée des évènements détectés.
Les différentes analyses sont réalisées sur des ressources de calcul liées aux différentes collaborations. Si LIGO regroupe une majeure partie des ressources (notamment dans le centre de calcul de Caltech), Virgo dispose d'un centre de calcul à Cascina permettant de distribuer les données du détecteur et de faire tourner certaines analyses à faible latence. Les principaux autres contributeurs européens sont le CNAF (géré par l'INFN) et le CC-IN2P3 situé à Lyon, qui sont utilisés pour plusieurs types d'analyse hors-ligne, et où les données brutes des détecteurs sont archivées. Des efforts sont actuellement réalisés pour migrer vers une architecture distribuée, permettant l'intégration de nouvelles ressources de calcul et une meilleure mise en commun des ressources des différentes collaborations,.

## Résultats scientifiques

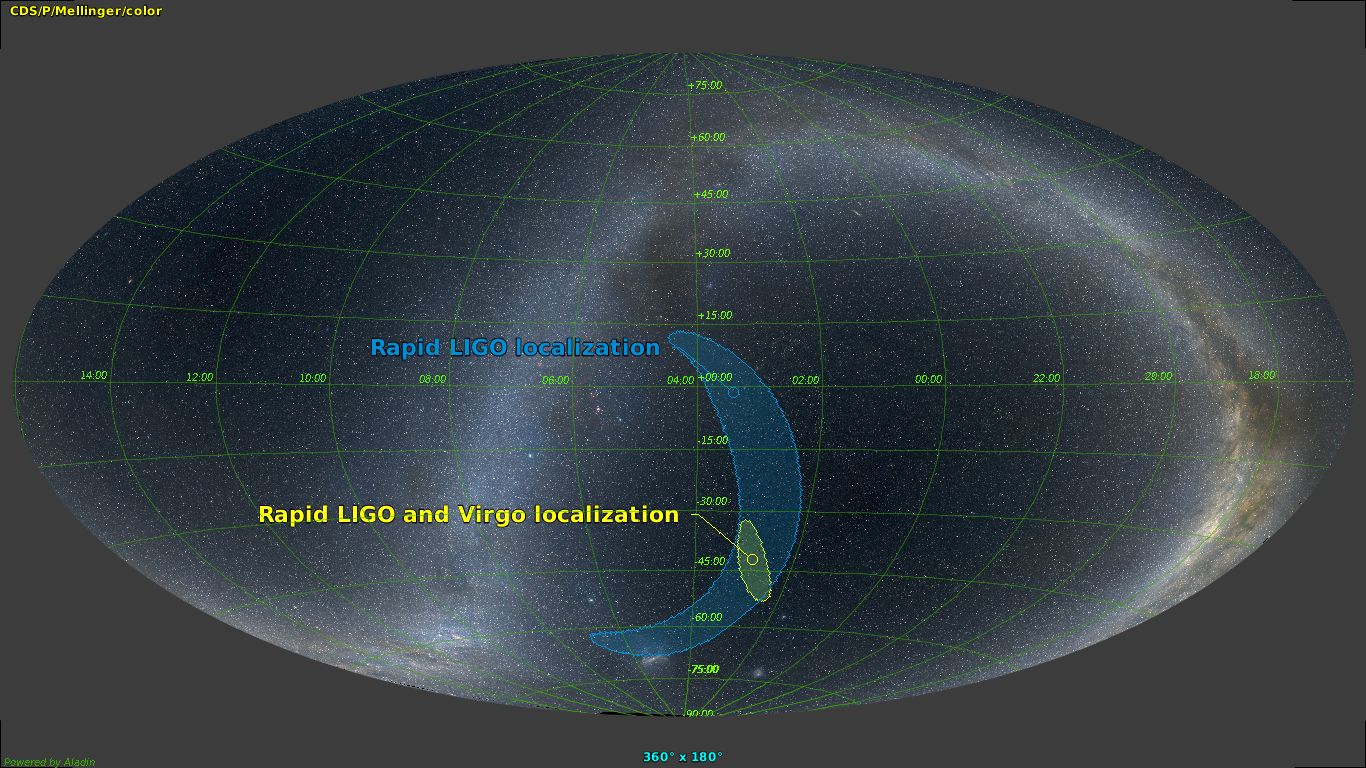
Localisation dans le ciel de GW170814, avec une comparaison entre seulement les détecteurs LIGO et le réseau entier. L'ajout de Virgo permet une localisation bien plus précise.

La première détection d'un signal gravitationnel par Virgo a eu lieu durant la deuxième période d'observation (O2) de l'ère des détecteurs de deuxième génération ; seuls les détecteurs LIGO étaient opérationnels durant O1. L'évènement, baptisé GW170814, était une coalescence de deux trous noirs, et le premier évènement à être détecté simultanément par trois détecteurs différents, permettant d'améliorer grandement la localisation comparé aux évènements précédents. Il a également permis d'effectuer la première mesure des polarisations des ondes gravitationnelles, fournissant des preuves en défaveur de l'existence de polarisations au-delà de celles prédites par la relativité générale.
Il a rapidement été suivi du plus célèbre GW170817, première fusion de deux étoiles à neutrons observée en ondes gravitationnelles, et pour l'instant (mars 2025) l'unique évènement à avoir également été confirmé par des observations électromagnétiques, à la fois en rayons gammas et avec des télescopes optiques, puis plus tard en rayons X et ondes radios. Bien que le signal n'ait pas été observé par Virgo, la présence de celui-ci était cruciale pour la localisation, cette non-observation permettant d'exclure les régions du ciel où le signal aurait été visible dans Virgo. Cet évènement, impliquant plus de 4 000 astronomes, a permis d'améliorer la compréhension des fusions d'étoiles à neutrons et de placer de fortes contraintes sur la vitesse de propagation de la gravité.
Plusieurs recherches d'ondes gravitationnelles continues ont été réalisées sur les périodes d'observation passées en utilisant les données de Virgo. Pour la période O3, cela comprend une recherche sur tout le ciel, des recherches ciblées vers Scorpius X-1 et plusieurs pulsars connus (incluant les pulsars du Crabe et des Voiles),, et des recherches dirigées vers les rémanents de supernova Cassiopée A et Vela Junior ainsi que le centre galactique. Bien qu'aucune de ces recherches n'ait pu identifier de signal, elles ont permis d'établir des limites supérieures pour certains paramètres ; en particulier, la déviation d'une sphère parfaite de certains pulsars proches est d'au maximum 1 mm.
Virgo a également été inclus dans les dernières recherches d'un fond stochastique d'ondes gravitationnelles aux côtés de LIGO, combinant les résultas d'O3 avec les résultats d'O1 et O2 (qui utilisaient uniquement les données de LIGO). Aucun fond stochastique n'a été observé, améliorant ainsi les contraintes sur l'énergie d'un tel fond stochastique d'un ordre de grandeur.
Des contraintes sur la constante de Hubble ont également été obtenues ; la meilleure estimation obtenue en 2023 était de 68+12
 −8 km s−1 Mpc−1, combinant les résultats obtenus avec les binaires de trous noirs et avec l'évènement GW170817. Ce résultat est cohérent avec les autres estimations de la constante, sans être suffisamment précis pour résoudre la tension concernant sa valeur exacte.

## Vulgarisation
La collaboration Virgo organise pour le grand public, les écoles et les universités diverses activités de communication et d'éducation sur les ondes gravitationnelles, qu'il s'agisse de visites guidées de l'instrument, d'actions éducatives en dehors du site (conférences et cours publics sur Virgo, dans des écoles ou des festivals scientifiques,,), ou du développement de méthodes et d'outils pour la vulgarisation sur les ondes gravitationnelles et les sujets connexes.
Virgo participe également à divers projets artistiques, allant de projets visuels comme « Le Rythme de l'Espace », exposé au Museo della Grafica à Pise ou « On Air » au Palais de Tokyo, à des projets musicaux comme des concerts. Sont également organisées des activités de promotion de l'égalité des genres en science, en mettant par exemple en valeurs les femmes travaillant pour Virgo dans des communications pour le grand public.